# Christopher White
Christopher „Chris“ Sherratt White (* 9. September 1960 in Gisborne, Neuseeland) ist ein ehemaliger neuseeländischer Ruderer, der 1988 Olympiadritter im Vierer mit Steuermann wurde.

## Karriere
Der 1,90 m große Chris White vom Waikato Rowing Club in Hamilton gewann 1982 und 1983 mit dem Achter unter Trainer Harry Mahon zweimal den Weltmeistertitel, neben dem Olympiasieg 1972 die beiden größten Erfolge für einen neuseeländischen Achter. Bei den Olympischen Spielen 1984 siegten die Kanadier vor dem US-Achter, die Neuseeländer kamen sieben Zehntelsekunden hinter den Australiern als Vierte ins Ziel. 
Nach einem Jahr Pause saß White 1986 im Vierer mit Steuermann, der hinter dem Boot aus der DDR die Silbermedaille bei den Ruder-Weltmeisterschaften 1986 gewann, nachdem er bereits zuvor Silber bei den Commonwealth Games 1986 gewonnen hatte. Nach einem achten Platz mit dem Achter bei den Ruder-Weltmeisterschaften 1987 kehrte White in der Olympiasaison 1988 in den gesteuerten Vierer zurück. Hinter den Booten aus der DDR und aus Rumänien hatten die Neuseeländer in der Olympiaregatta 1988 beim Gewinn der Bronzemedaille über zwei Sekunden Vorsprung auf die viertplatzierten Briten. Nach einem sechsten Platz im Achter bei den Ruder-Weltmeisterschaften 1991 trat White bei den Olympischen Spielen 1992 im Vierer ohne Steuermann an und erreichte auch bei seiner dritten Olympiateilnahme das A-Finale, wo der Vierer auf dem sechsten Platz ins Ziel kam. 1995 gewann White bei den Ruder-Weltmeisterschaften noch einmal Silber im Vierer mit Steuermann hinter dem US-Vierer. Bei seiner vierten Olympiateilnahme 1996 in Atlanta schied White mit dem Vierer ohne Steuermann im Hoffnungslauf aus.
Mit 38 Landesmeistertiteln hält Christopher White einen neuseeländischen Rekord. Nach seiner sportlichen Karriere arbeitete White im Hauptberuf als Finanzberater. Daneben war er Manager der Ruderinnen Caroline und Georgina Evers-Swindell und Präsident des Waikato Rowing Club.

## Internationale Medaillen
(OS=Olympische Spiele; WM=Weltmeisterschaften)
- WM 1982: Gold im Achter (Les O’Connell, Mike Stanley, Andrew Stevenson, George Keys, Roger White-Parsons, Christopher White, Anthony Brook, Dave Rodger und Steuermann Andrew Hay)
- WM 1983: Gold im Achter (Mike Stanley, Andrew Stevenson, Dave Rodger, Roger White-Parsons, Christopher White, Barrie Mabbott, George Keys, Nigel Atherfold und Steuermann Andrew Hay)
- WM 1986: Silber im Vierer mit Steuermann (Nigel Atherfold, Bruce Holden, Gregory Johnston, Christopher White und Steuermann Andrew Bird)
- OS 1988: Bronze im Vierer mit Steuermann (George Keys, Gregory Johnston, Ian Wright, Christopher White und Steuermann Andrew Bird)
- WM 1995: Silber im Vierer mit Steuermann (Murdoch Dryden, Andrew Matheson, Chris McAsey, Christopher White und Steuermann Michael Whittaker)

## Neuseeländische Meistertitel
- Zweier ohne Steuermann: 1988, 1989
- Zweier mit Steuermann: 1981, 1982, 1983, 1984, 1985, 1986, 1987, 1988, 1989, 1990
- Vierer ohne Steuermann: 1991, 1996
- Vierer mit Steuermann: 1984, 1985, 1986, 1987, 1988, 1989, 1990
- Doppelvierer: 1992, 1993, 1994, 1995, 1996, 1997
- Achter: 1981, 1982, 1983, 1984, 1985, 1986, 1987, 1988, 1989, 1990, 1991